# Kostas Antetokounmpo
Kostas Ndubuisi Antetokounmpo (n. 20 noiembrie 1997, Atena, Grecia) este un baschetbalist grec cu origini nigeriene ce joacă pentru Los Angeles Lakers în NBA. Acesta reprezintă Grecia la nivel internațional.